# Moucherolle bistré
Contopus fumigatus
Espèce
Synonymes
- Tyrannus fumigatus

Répartition géographique
Statut de conservation UICN

 LC  : Préoccupation mineure
Le Moucherolle bistré (Contopus fumigatus) ou Pioui ardoisé, est une espèce de passereau de la famille des Tyrannidae.

## Systématique
Le Moucherolle bistré a été décrit en 1837 sous le nom scientifique de Tyrannus fumigatus par Alcide Dessalines d'Orbigny et Frédéric de Lafresnaye. Il était auparavant considéré comme conspécifique avec Contopus pertinax et Contopus lugubris.

## Répartition et sous-espèces

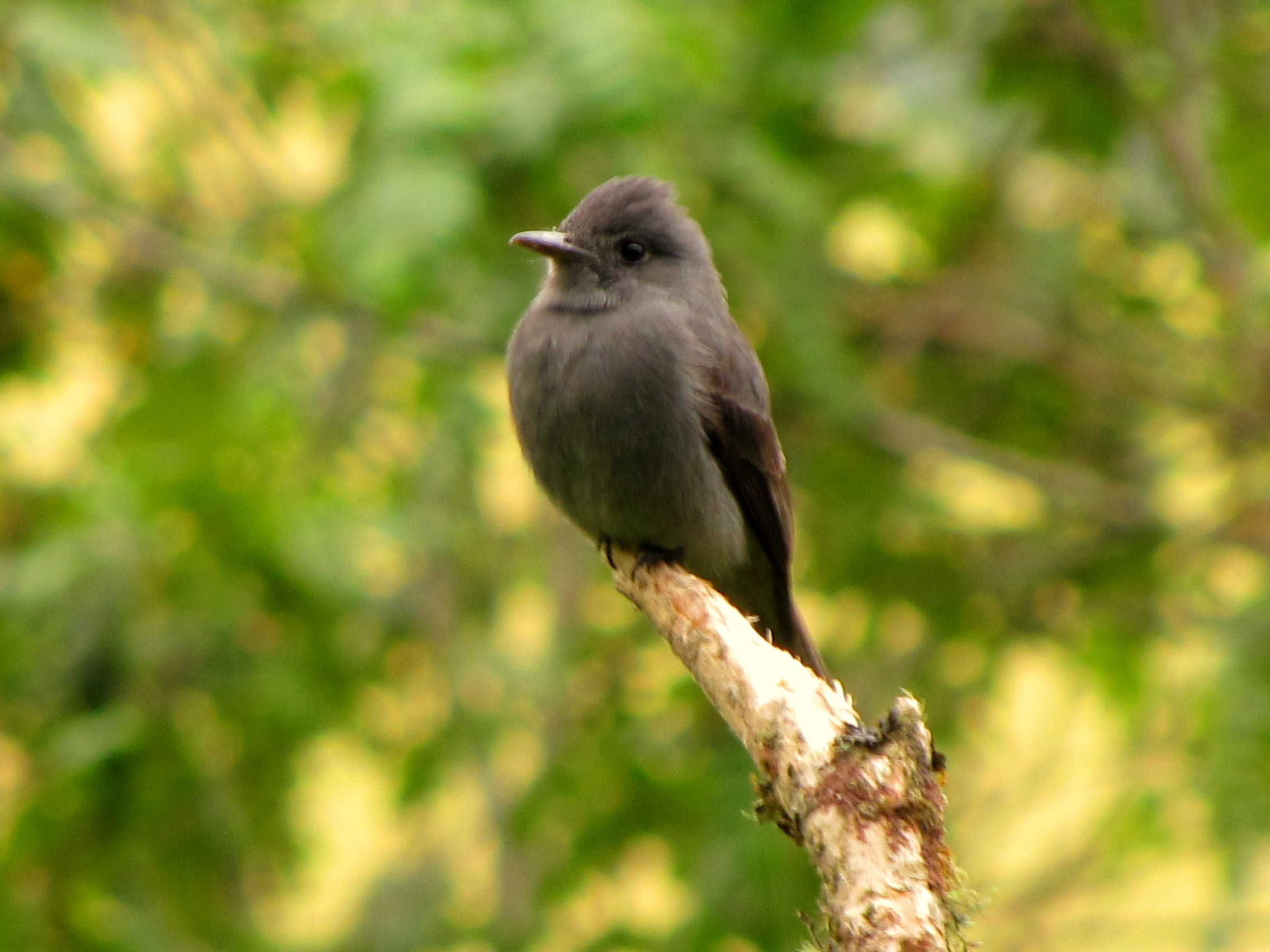
La sous-espèce C. f. ardosiacus.

Selon la classification de référence du Congrès ornithologique international (15.1, 2025) il se répartit en six sous-espèces (ordre phylogénique) :
- C. f. ardosiacus (Lafresnaye, 1844) — de la cordillère de Mérida au nord-est du Pérou ;
- C. f. cineraceus (Lafresnaye, 1848) — cordillère de la Costa (Venezuela) ;
- C. f. duidae (Chapman, 1929) — tépuis ;
- C. f. zarumae (Chapman, 1924) — du sud-ouest de la Colombie au nord-ouest du Pérou ;
- C. f. fumigatus (d'Orbigny & Lafresnaye, 1837) — sud-est du Pérou et ouest de la Bolivie ;
- C. f. brachyrhynchus Cabanis, 1883 — sud-est de la Bolivie et nord-ouest de l'Argentine.